# Будівля парламенту Швеції
Будинок парламенту є резиденцією парламенту Швеції і розташований у районі Гельгеандсгольмен у Стокгольмі. Він був побудований у 1897—1905 роках, а розширений у 1980—1983 роках. Архітектором оригінальної споруди був Арон Йогансон, а під час перебудови Ahlgren-Olsson-Silow Arkitektkontor AB.

## Історія

### Передісторія будівництва
Так звані національні будівлі на території Гельгеандсгольмена спочатку були споруджені як для шведського парламенту (корпус будівлі на схід від Ріксгатану), так і для шведського Ріксбанку (корпус будівлі на захід від Ріксгатану). Будинок парламенту замінив стару будівлю парламенту в Ріддаргольмені. Після того, як у 1971 році двопалатний парламент королівства був замінений на однопалатний, колишнє відділення банку було відновлено для розміщення у новому приміщенні. Під час відбудови Риксдаг тимчасово розміщувався у нещодавно побудованому Культургусеті на площі Сергеля.

### Будівництво у 1897—1905 роках

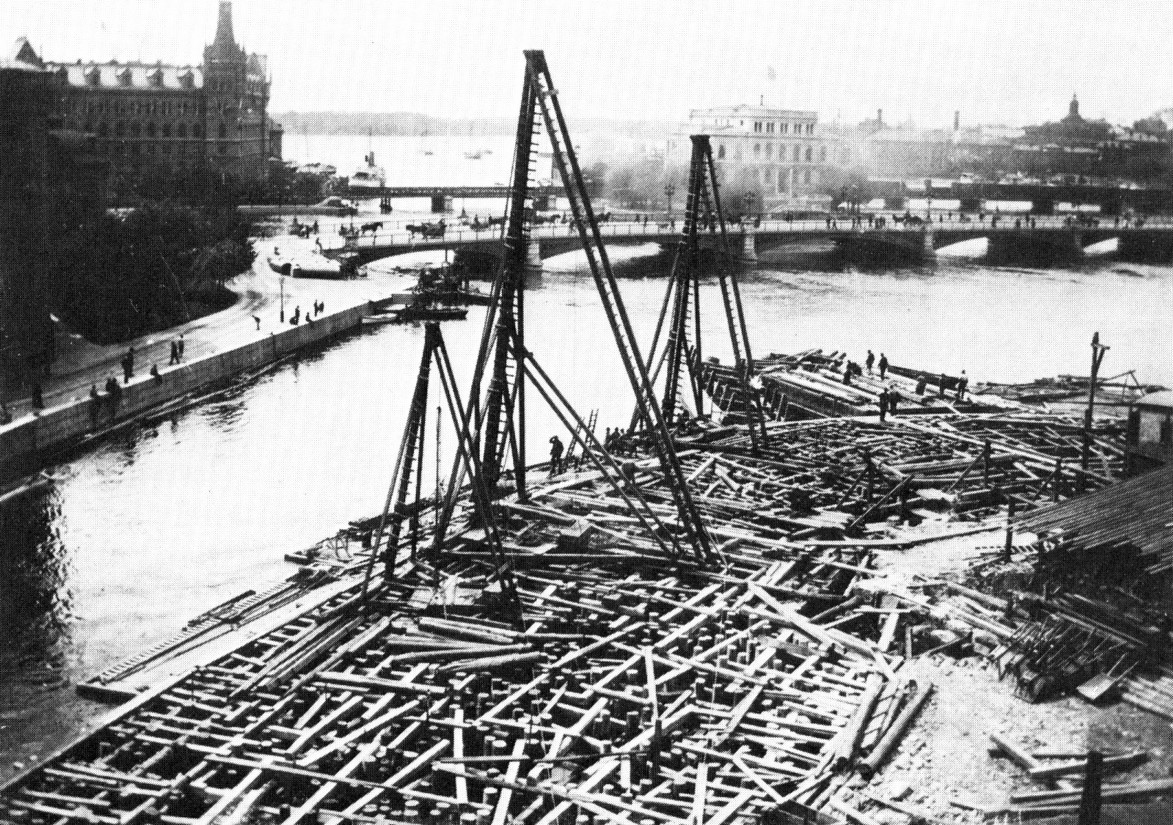
Початок будівництва у 1898 році

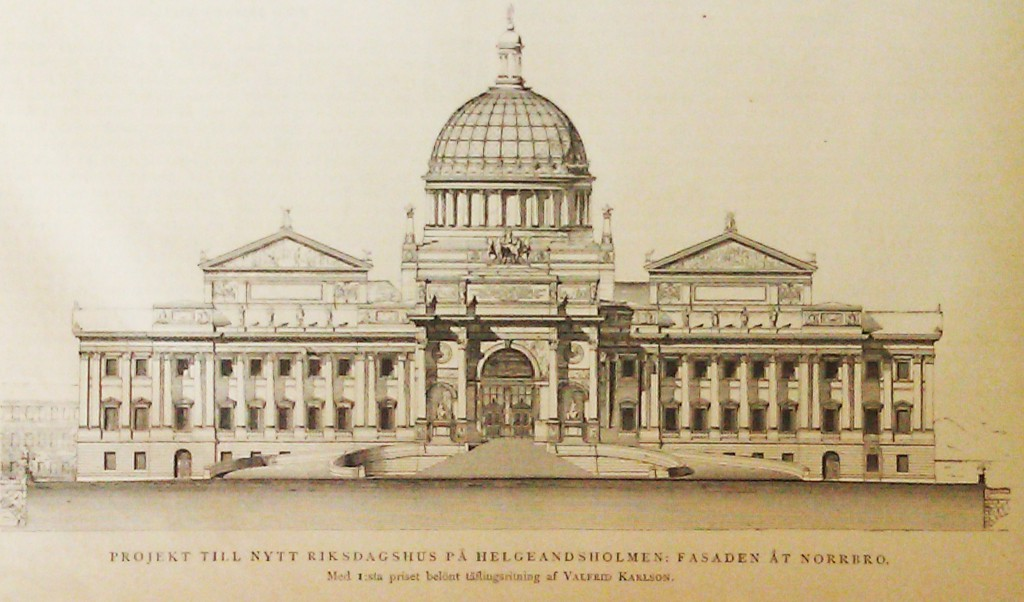
Переможна конкурсна пропозиція Вальфрід Карлссон

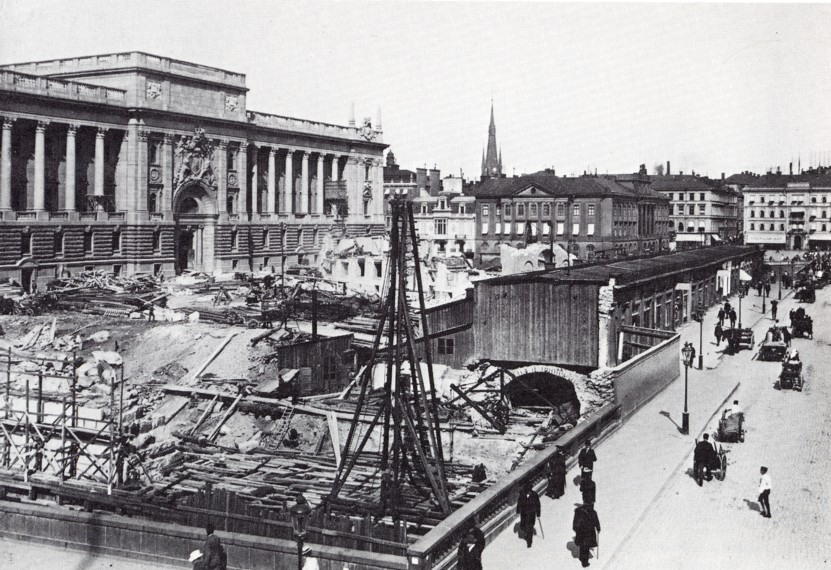
Будівельні роботи 1904 року

Під час діяльності парламенту у 1872 році постало питання про нову будівлю парламенту, коли стара вважалася малою і недостатньо представницькою. Крім того, Riksbank також потребував нових приміщень. Було проведено декілька досліджень, де були протестовані різні інвестиційні пропозиції.
До 5 травня 1888 року було прийнято рішення про розміщення нового будинку парламенту в Гельгеандсгольмені, за яким Риксдаг та Ріксбанкшус мали бути побудовані на західній частині острова.
Архітектором, який проектував будинок парламенту, був Арон Йогансон. Він не виграв в архітектурному конкурсі 1889 року. Переможцем став Вальфрід Карлсон, але жодна з конкурсних пропозицій не вважалася достатньо гарною, і Карлсон був відсторонений. Натомість Гельго Цеттерваллу було доручено розробити нову пропозицію, а його помічником він обрав молодого Арона Йогансона. Разом вони представили спільний проект у 1890 році. Однак, він був розкритикований багатьма провідними художниками та архітекторами того часу. Вважалося, що таку велику монументальну споруду не можна розмістити так близько до палацу і що Гельгеандсгольмен був занадто переповнений, щоб розмістити ще й будинок парламенту та Національного банку. Коли будівельний комітет у 1892 році вирішив перенести фасад ще на шість метрів у напрямку до Норрбро, Зеттерваль подав у відставку, вважаючи це неприйнятним. Молодий Йоганссон працював далі над проектом самостійно. У проекті 1894 року в будівлі був купол, який ніколи не зводили.
Під час установчих робіт було залито 37  000 кубічних метрів маси для фундаменту, а також забито більше 9 000 дубових паль. Фундамент з каменю було закладено 13 травня 1897 року королем Оскаром II, того ж дня, коли в 1897 році відкрилася Стокгольмська виставка, а після майже восьми років побудови парламентська частина була відкрита 11 січня 1905 року. Через рік Ріксбанк зміг використовувати своє нове приміщення.
Коли будівництво було завершено, вартість будівництва зросла приблизно до 12 мільйонів шведських крон, що майже вдвічі більше, ніж планувалось у 1888 році (6,5 мільйонів шведських крон). Одним із факторів, що сприяли здорожченню, став брак будівельних матеріалів та робочої сили через великі тодішні будівельні проєкти у Стокгольмі, включаючи Strandvägen та оперний театр.
Вже під час відкриття парламенту 11 січня 1905 року дизайн будівлі парламенту піддавався критиці, здебільшого тому, що його стиль необароко, видався гіршим у порівнянні з стилем модерну, що виник на початку 20 столітті. Зведення будівлі припало на перерву між національним романтиком та неокласицизмом.

### Реконструкція 1980—1983 років

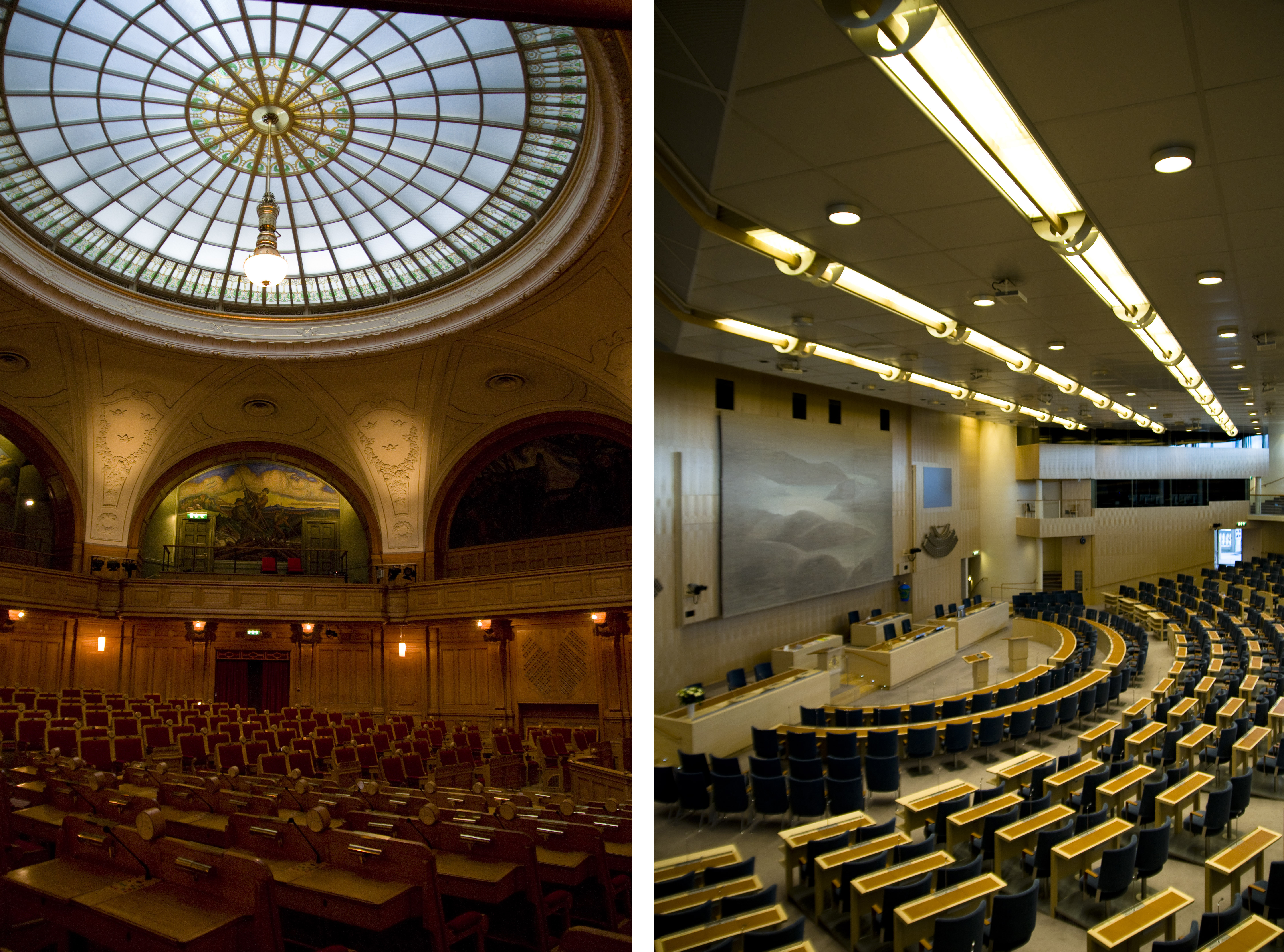
Друга палата та пленарна зала

Основні особливості перепланування Палати парламенту у 1980—1983 роках були вже окреслені в дослідженні Палати парламенту 1968 року. Ідея полягала в тому, що приміщення Ріксбанку також можуть використовуватися Риксдагом, а Ріксбанк переїде до нових приміщень.
У 1971 році було оголошено архітектурний конкурс, який виграла фірма Ahlgren-Olsson-Silow Arkitektkontor AB. У 1975 році Риксдаг вирішив переїхати до Гельгендсльмена із своїх тимчасових приміщень у Культургусеті. Найбільшою зовнішньою помітною зміною було покриття міддю даху старого Ріксбанку та відкриття нової пленарної зали. 4 жовтня 1983 року під час початку роботи сесії Національної асамблеї відбулось урочисте відкриття нової пленарної зали та реконструйованого будинку парламенту.
Під час земляних робіт були досліджені численні археологічні знахідки на території нового гаража для парковки згідно з Національним планом, включаючи залишки міської стіни Стокгольма початку 16 століття. Велику яму, створену розкопками, незабаром назвали "Ріксгропен". Гараж зменшили та побудували музей середньовіччя.

### Захист фундаменту 2004—2007 років
Внаслідок підйому землі виник ризик, що пальовий фундамент будівлі, що складається з дерев'яних паль, буде знищений ґрунтовими водами, а це призведе до загнивання. Для цього були проведені необхідні заходи для тривалого збереження будівлі. З 2004 по 2007 роки на сході від будинку парламенту було проведено новий підземний екран для стабілізації рівня ґрунтових вод під національними будівлями. Таким чином рівень ґрунтових вод був піднятий до рівня озера Меларен. Дослідження показали, що рівень ґрунтових вод після роботи стабілізувався на задовільному рівні для функціонування дерев'яного фундаменту.

## Архітектура
Будівля комплексу була побудована в неокласичному стилі з центрованою фасадною секцією в новому стилі бароко.

### Екстер'єр

#### Фасад будинку парламенту
Фасад будинку Парламенту будувався в італійсько-французьку класицистичну епоху Відродження або необароко (нового бароко). Об'єм будівлі складається з двох бічних вікон та одного центрального вікна . Між фасаду і mittrisaliten створено колонаду з колонами в стилі Великого ордеру.

#### Національна зброя Швеції
Над вхідним порталом, на передньому під'їзді будинку парламенту, можна побачити великий гранітний рельєф із гербом Швеції (Sveriges stora riksvapen), оточений левами та великими королівськими медальйонами, що сидять на фасаді східного боку парламенту, зверненими до Ріксгатану. Їх виготовив скульптор Густав Фредрік Норлінг (1851—1926). 

Екстер'єр
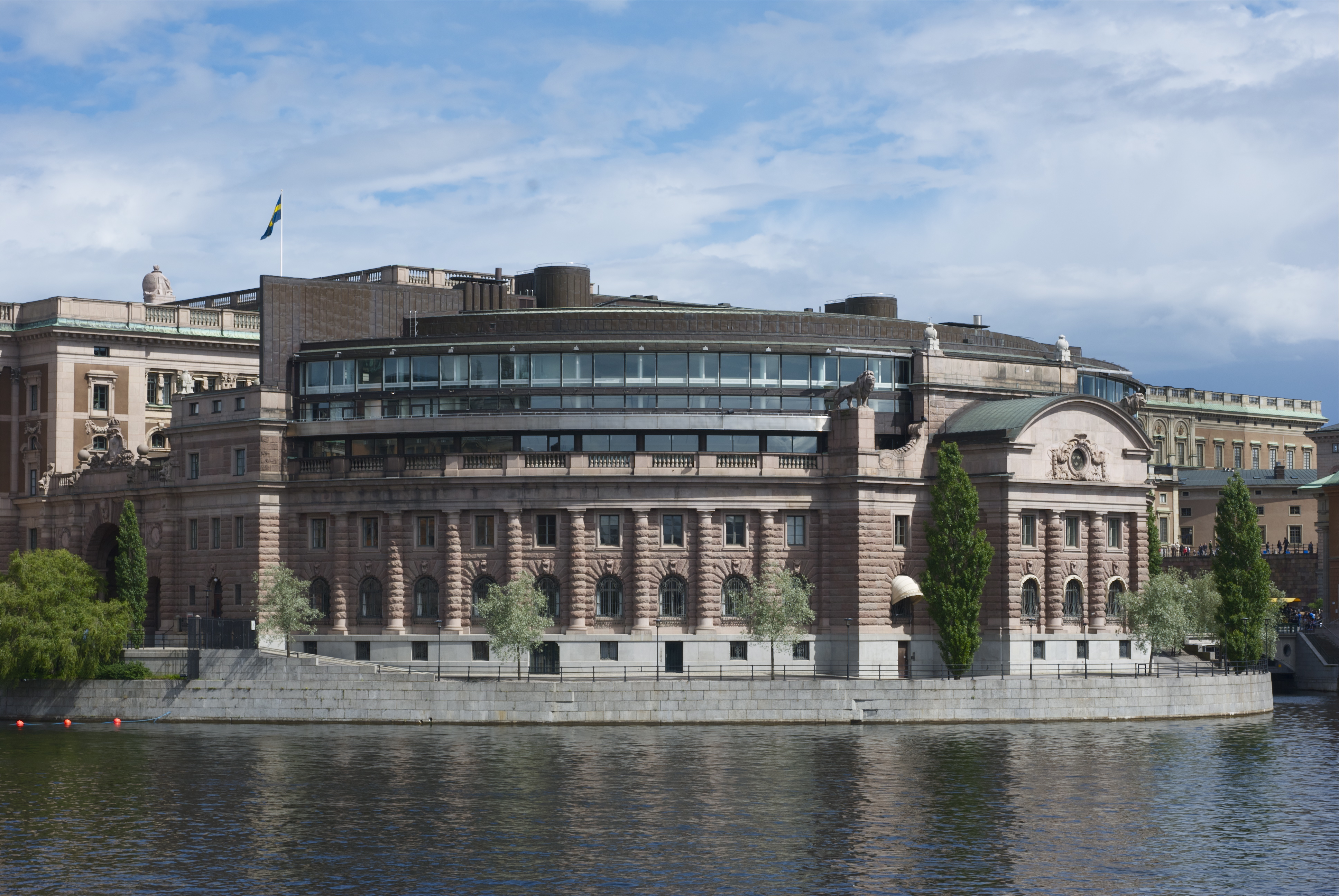
Вигляд з боку Розенбада.
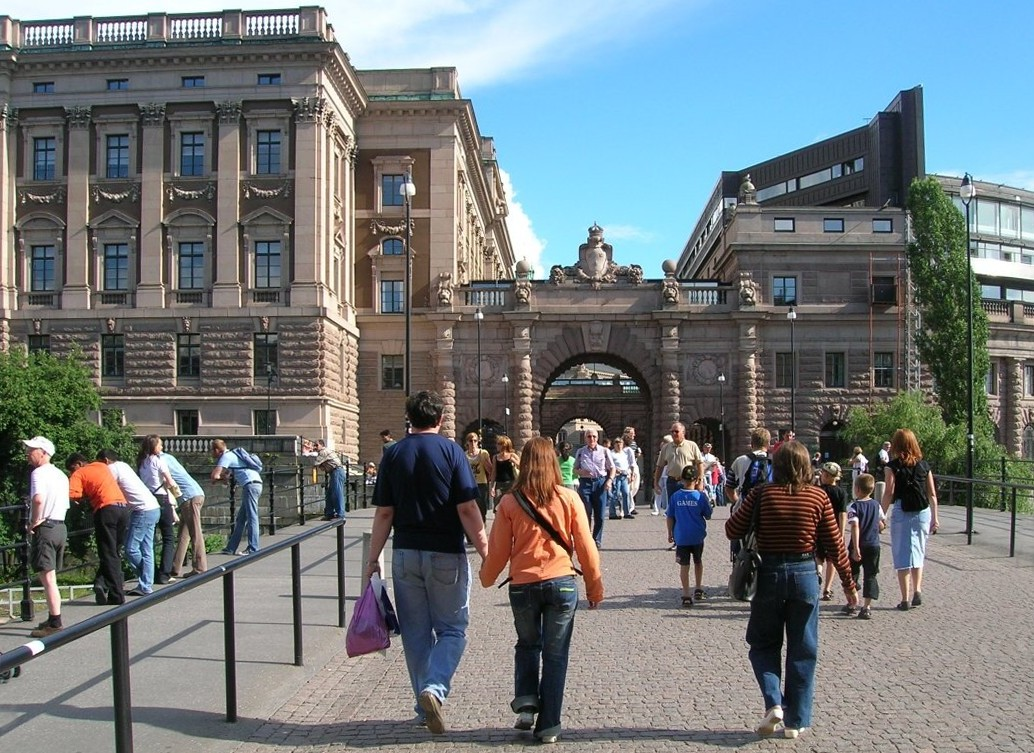
Вигляд з Drottninggatan
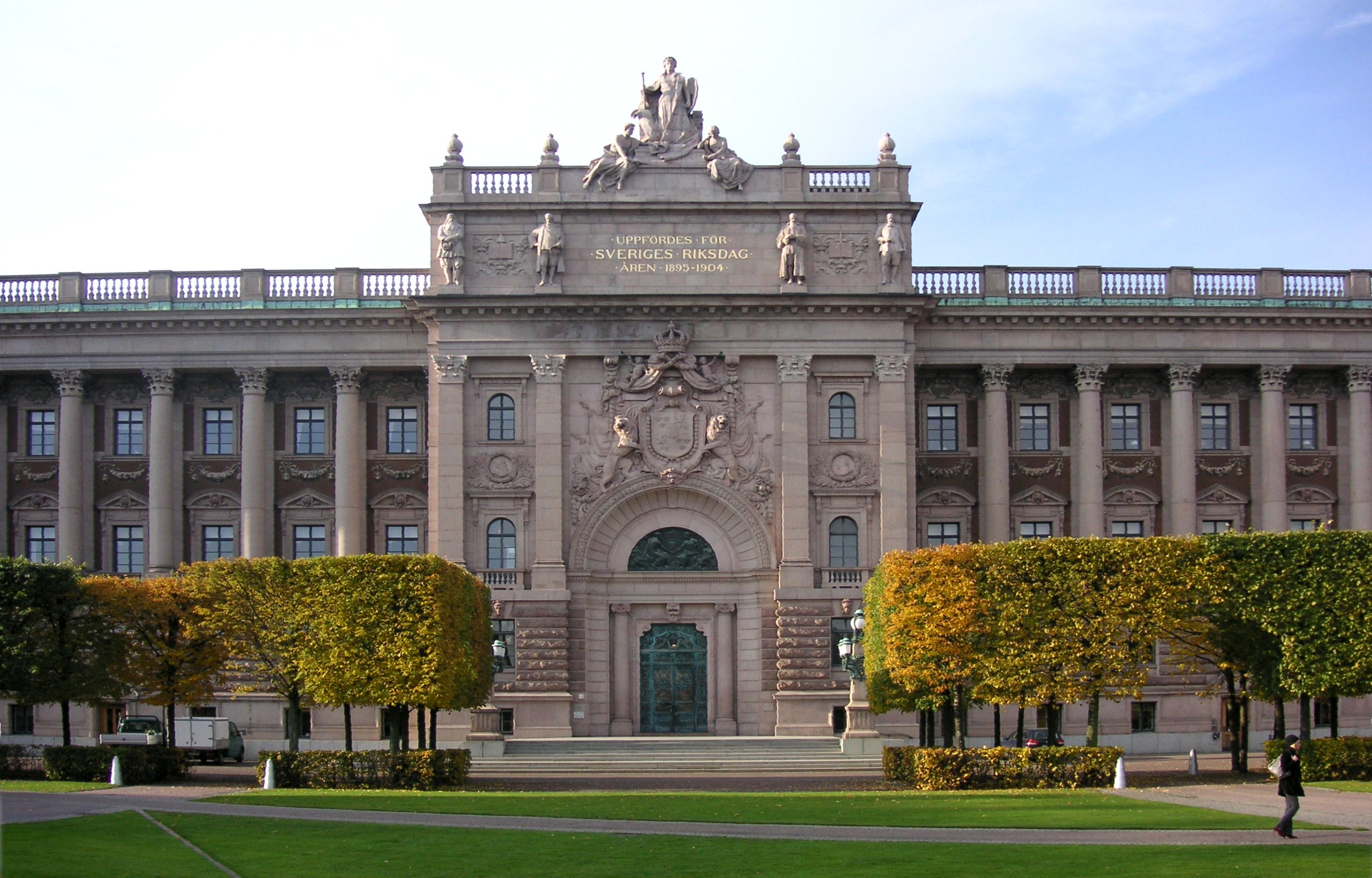
Парадний ґанок будинку парламенту з Riksvapnet, оточений левами, скульптор Густав Фредрік Норлінг.
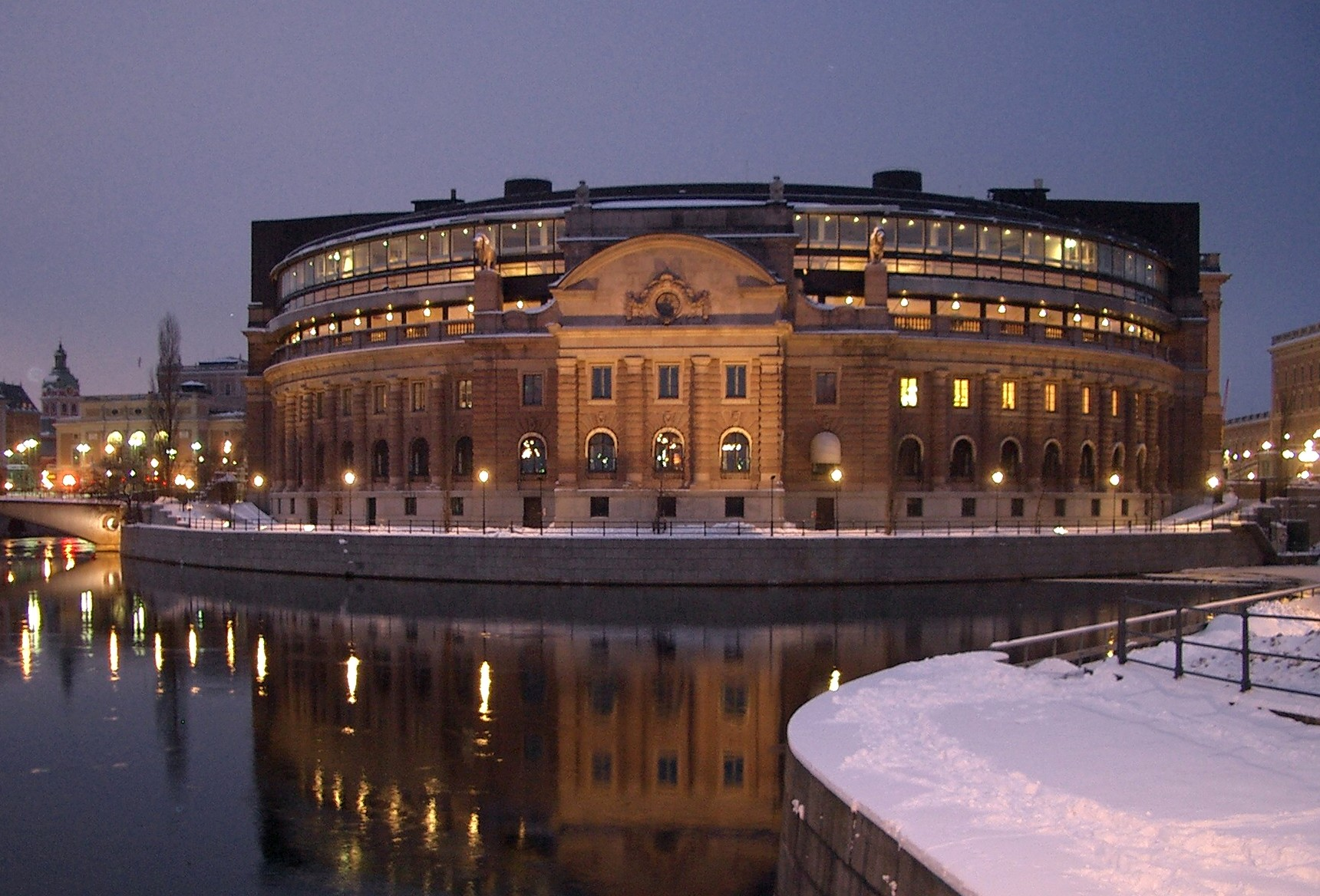
Вигляд з боку Васаброна
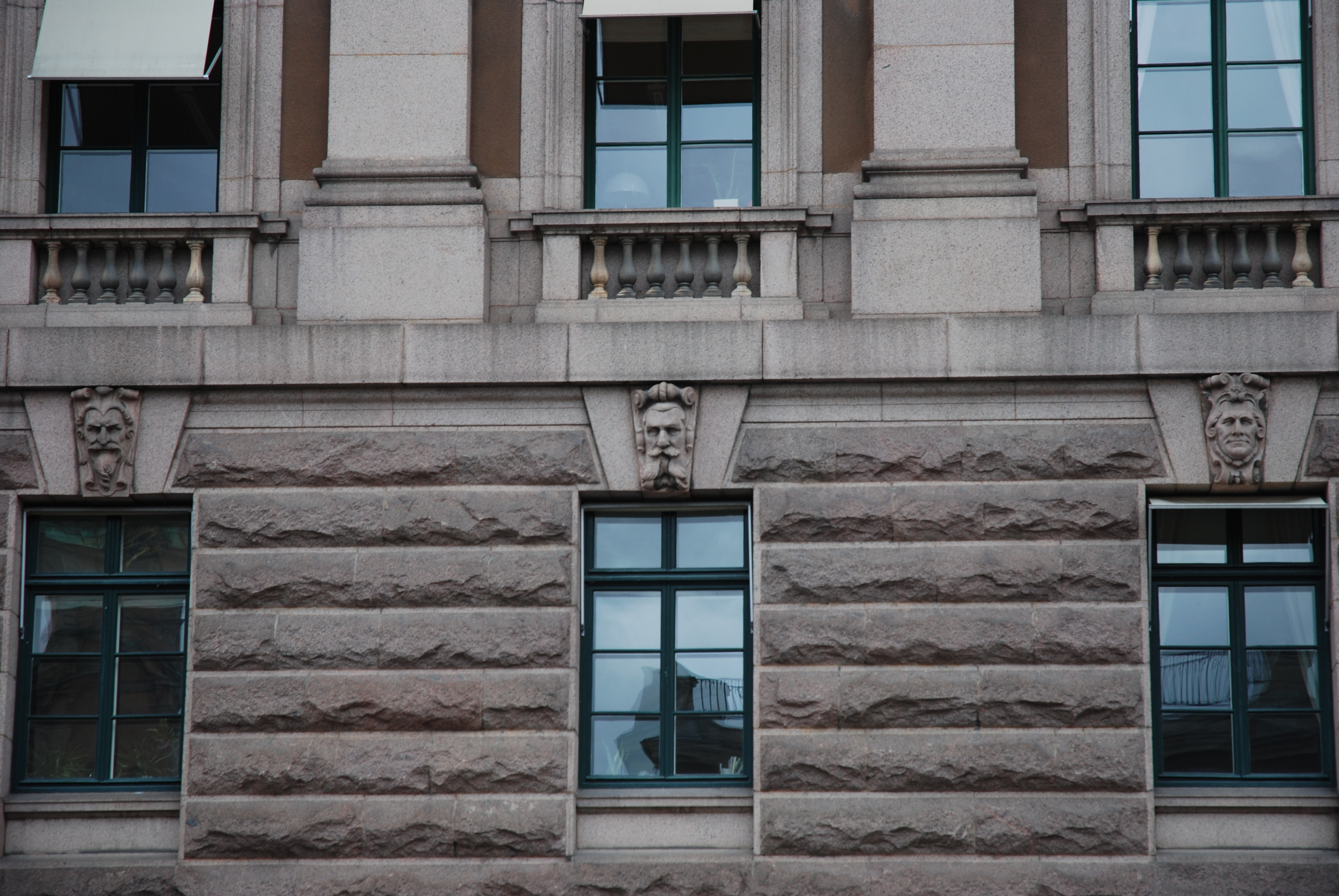
Портрет менеджера Івара Карлссона на фронтоні Риксдагусета для Сталканалена

Фасадні прикраси
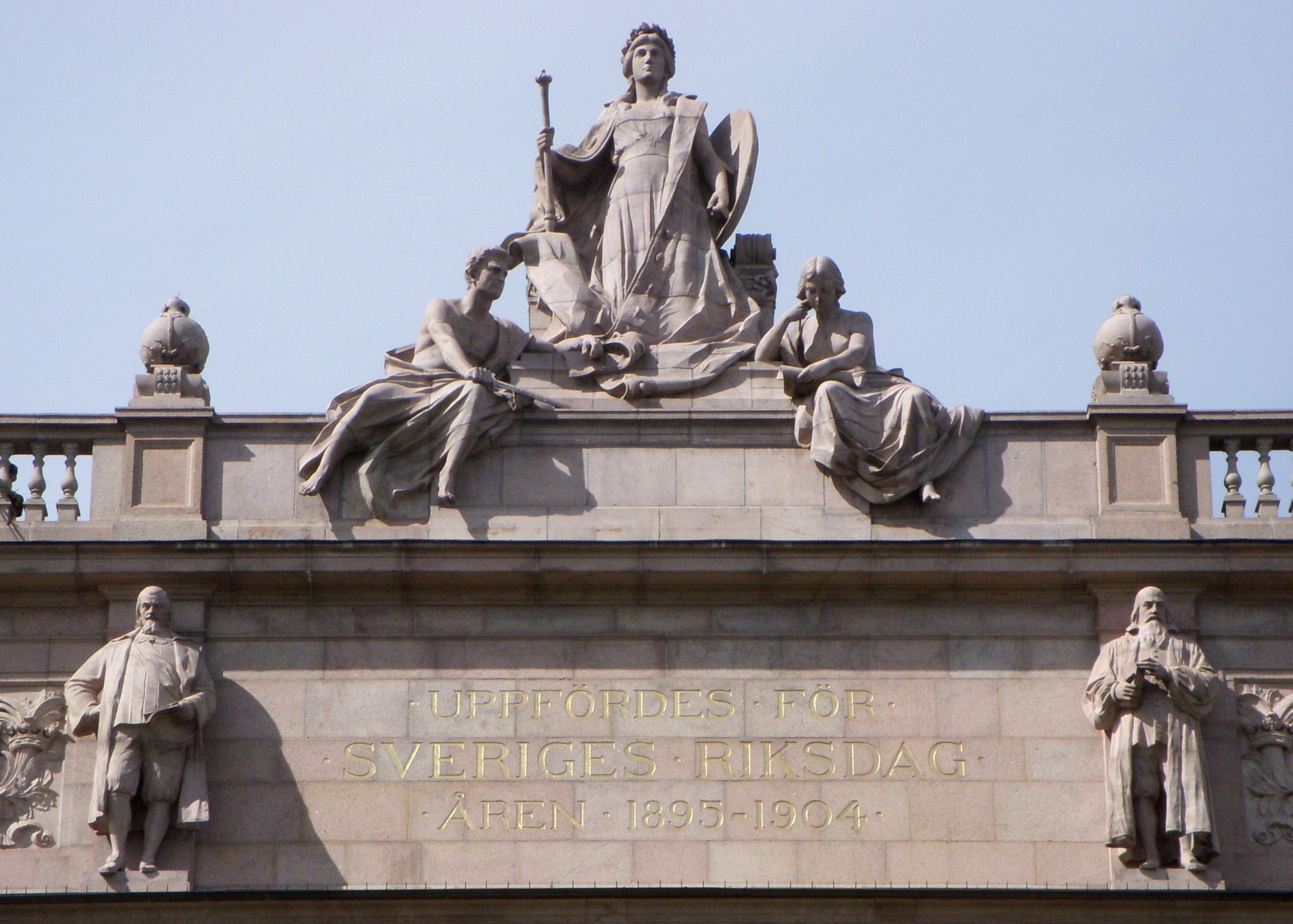
Група Mother Svea Теодора Лундберга.
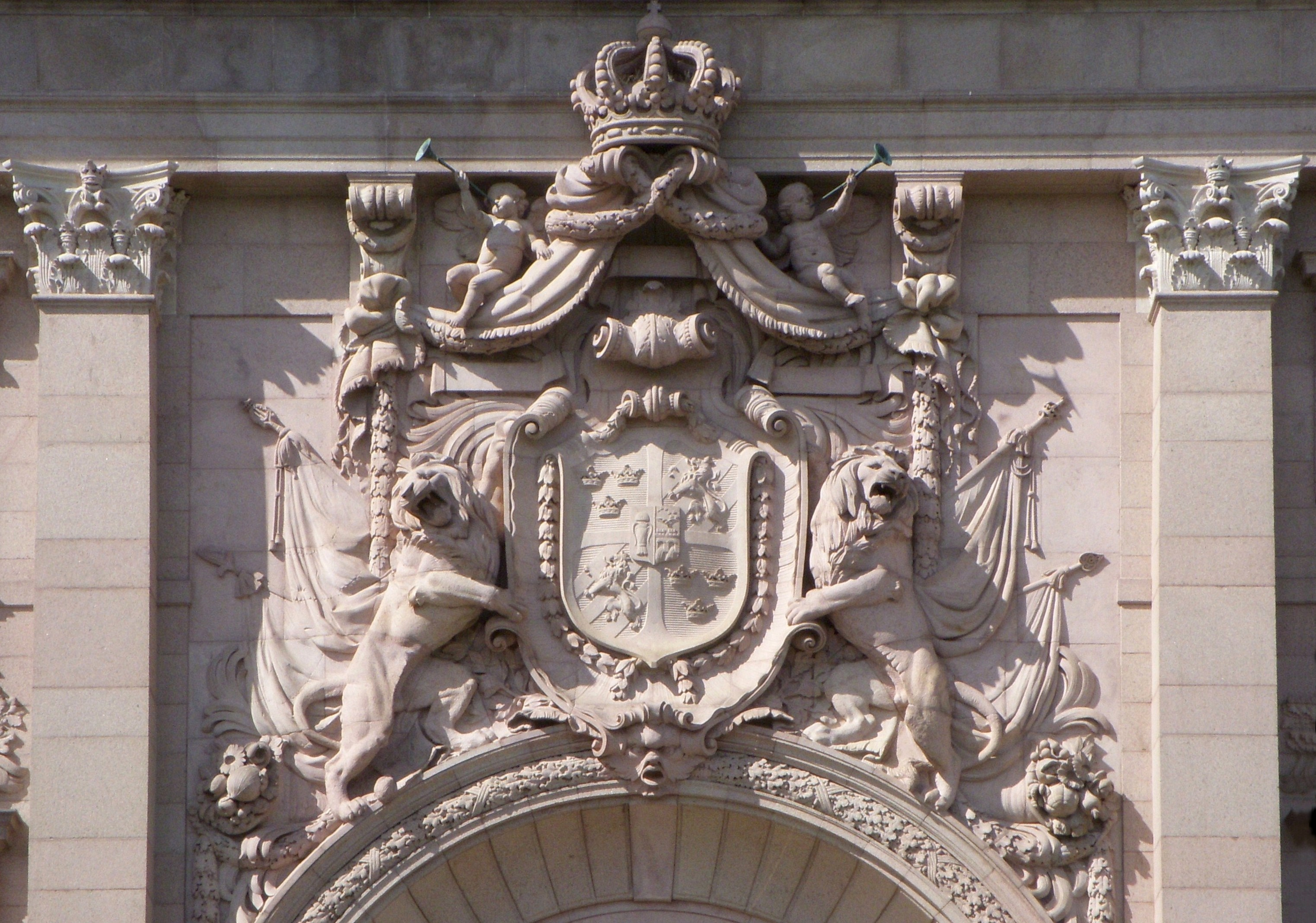
Гранітний рельєф із великим національним гербом Швеції, оточеним левами, скульптор Густав Фредрік Норлінг.
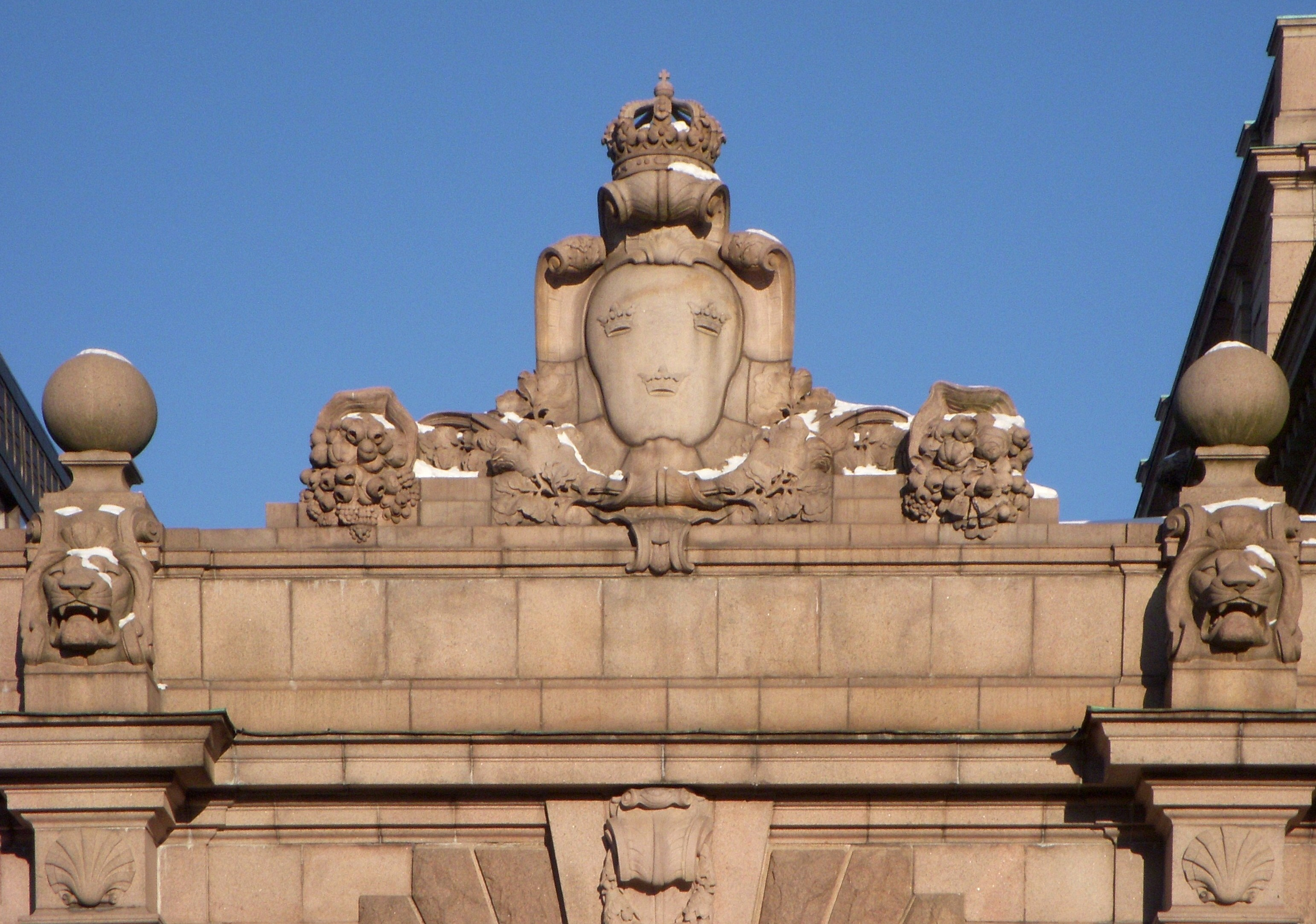
Щит над склепінням до Ріксгатану.
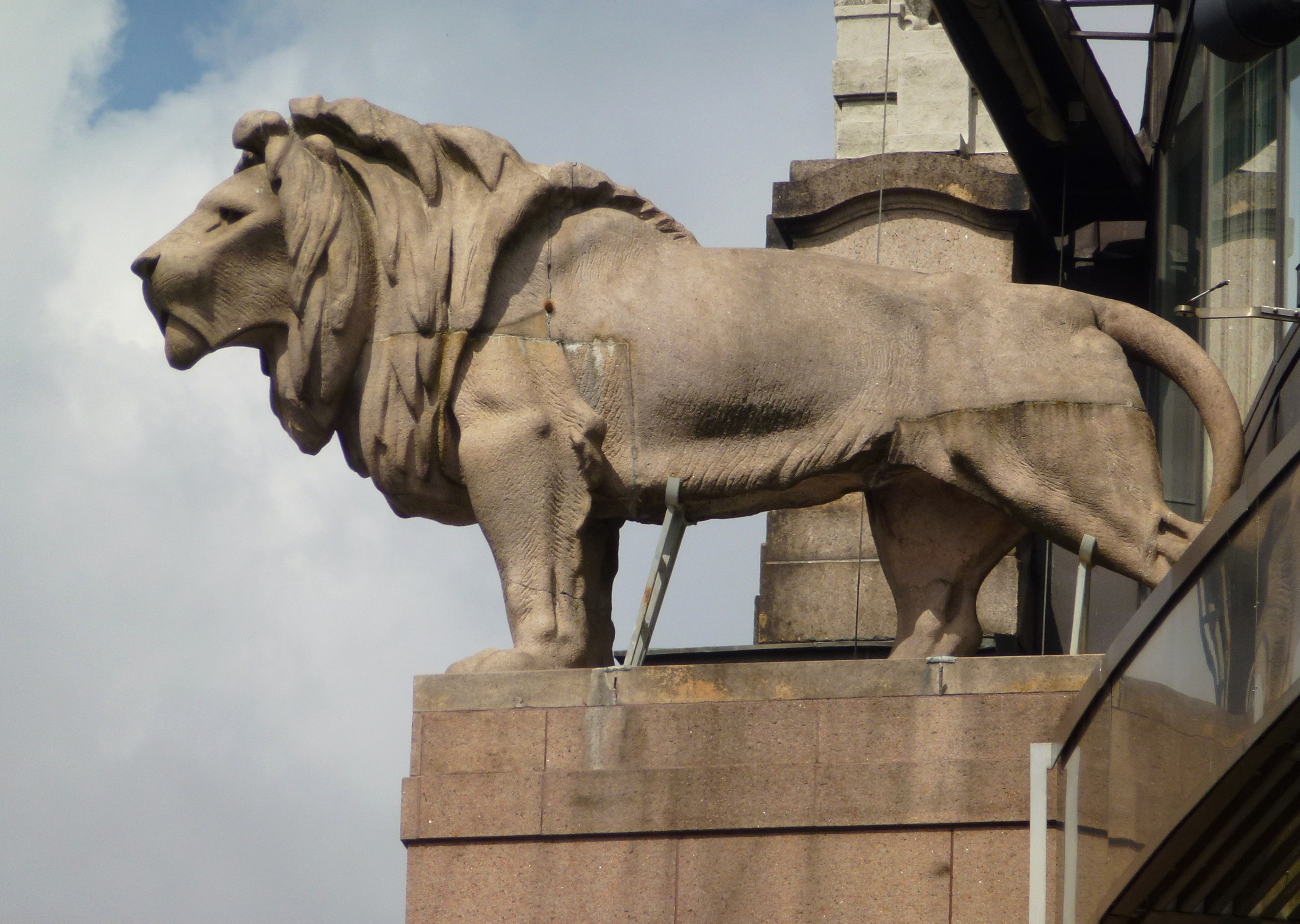
Лев Riksbank Густава Фредріка Норлінга.

Дві алегоричні фігури сидять біля ніг матері Свеа, Пильність і Задумливість (швед. Vaksamheten та Eftertanken). Фігура Пильність символізує, що Риксдаг повинен стежити за Швецією та захищати її від зовнішніх і внутрішніх ворогів, тобто фігура зліва (на південь). Фігура Задумливість — жінка з рулоном пергаменту в руці, фігура — праворуч (на північ). Вона символізує, що депутати Ріксдагу, мають гарно подумати, перш ніж приймати рішення, щоб вони були максимально гарними та мудрими для Швеції. Ці дві фігури також символізують, що у Риксдага були дві палати в 1867—1970 рр. Перша палата обиралась шляхом непрямих виборів 151 члена, а друга палата обиралась шляхом прямих виборів і мала 233 члени. Обидві палати мали однакові повноваження.
Теодор Лундберг виконав твори мистецтва у Флоренції 1902—1903 рр. за гіпсовою моделлю, а потім відправив до Стокгольма, де Ericsson & Kjellströms Mekaniska Stenhuggeri у Вартагамнені вирізав його з червоного граніту з Кілафорса. Відповідно до договору з Комітетом Палати парламенту, вони отримали 60 000 шведських крон за роботу, а також виплатили штраф у розмірі 100 шведських крон, бо не встигли виготовити замовлення до дня відкриття парламенту 5 грудня 1904 року.
Будівля спирається на цокольний поверх і дах закінчується карнизом з балюстрадою. На захід розташовані два класичних лева в граніті, вирізані за моделями Густава Фредріка Норлінга. Згідно з контрактом, лев Ріксбанку в граніті був би готовий і споруджений до 15 грудня 1905 року. Сьогодні два великих леви Ріксбанка розташовані по обидві сторони від виступаючого кам'яного тіла на заході до Західної будівлі парламенту. "Спочатку їх розміщували на верхній частині даху тодішнього будинку Ріксбанку. Коли Риксдаг зайняв будівлю та здійснив капітальну реконструкцію в 1978—1983 роках та було додано нинішній пленарний зал у верхній частині будинку Ріксбанку, левові скульптури були переселені на теперішнє місце розташування "
Ріксбанк, який починаючи з 17 століття розміщувався в будинку Південного Банко в Ярнорджеті в Старому місті, який також називали Старим Ріксбанком, переїхав у 1905 році до Гельгеандсгольмен у нинішньому будинку Риксдага. Будинок парламенту в Стокгольмі був побудований в період 1897—1905 рр. та 11 січня 1905 р. парламент переїхав у новозбудовану будівлю. Вулиця, яка розділяє дві будівлі Риксдагшусет та будинок Ріксбанку, знаходиться на Риксгатані. Парк перед будівлею парламенту (на схід) називається Ріксплан. Будівлі були відновлені у 1978—1983 роках.

#### Портрети
Над вікнами першого поверху розташовані 57 маскаронів — портрети відомих шведів, вирізаних з каменю, яких архітектор Арон Йохансон (1860—1936) вважав видатними для створення будівлі. Серед людей, увічнених таким чином, — Гуннар Веннерберг та сам архітектор Арон Йоганссон. Скульптору-орнаменту Густаву Фредріку Норлінгу було доручено ліпити макети голів, після чого їх вирізали Norrtelje Mekaniska Stenhuggeri AB, а потім сформували остаточний камінь у віконній арці.

Maskaroner (urval)
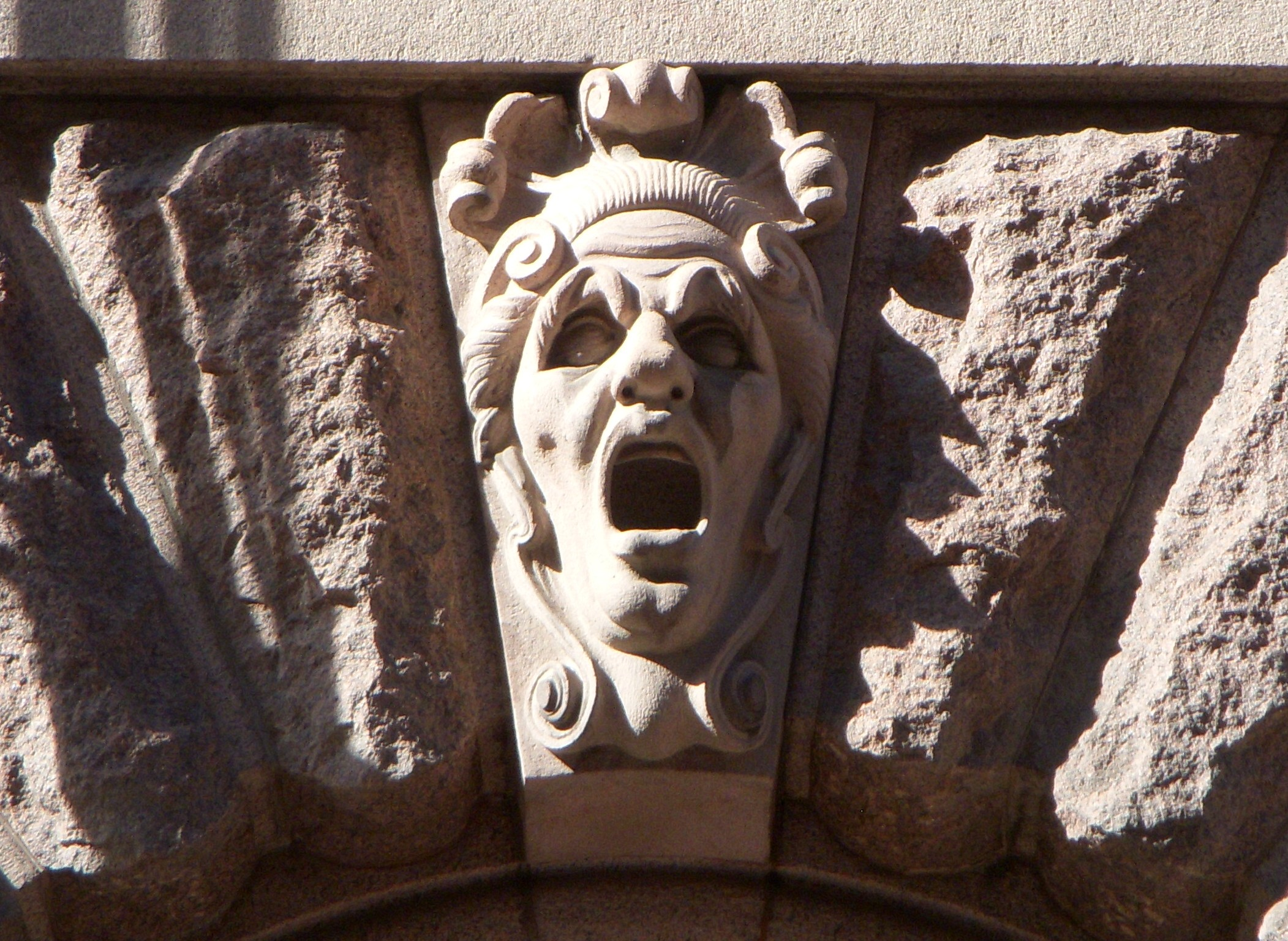
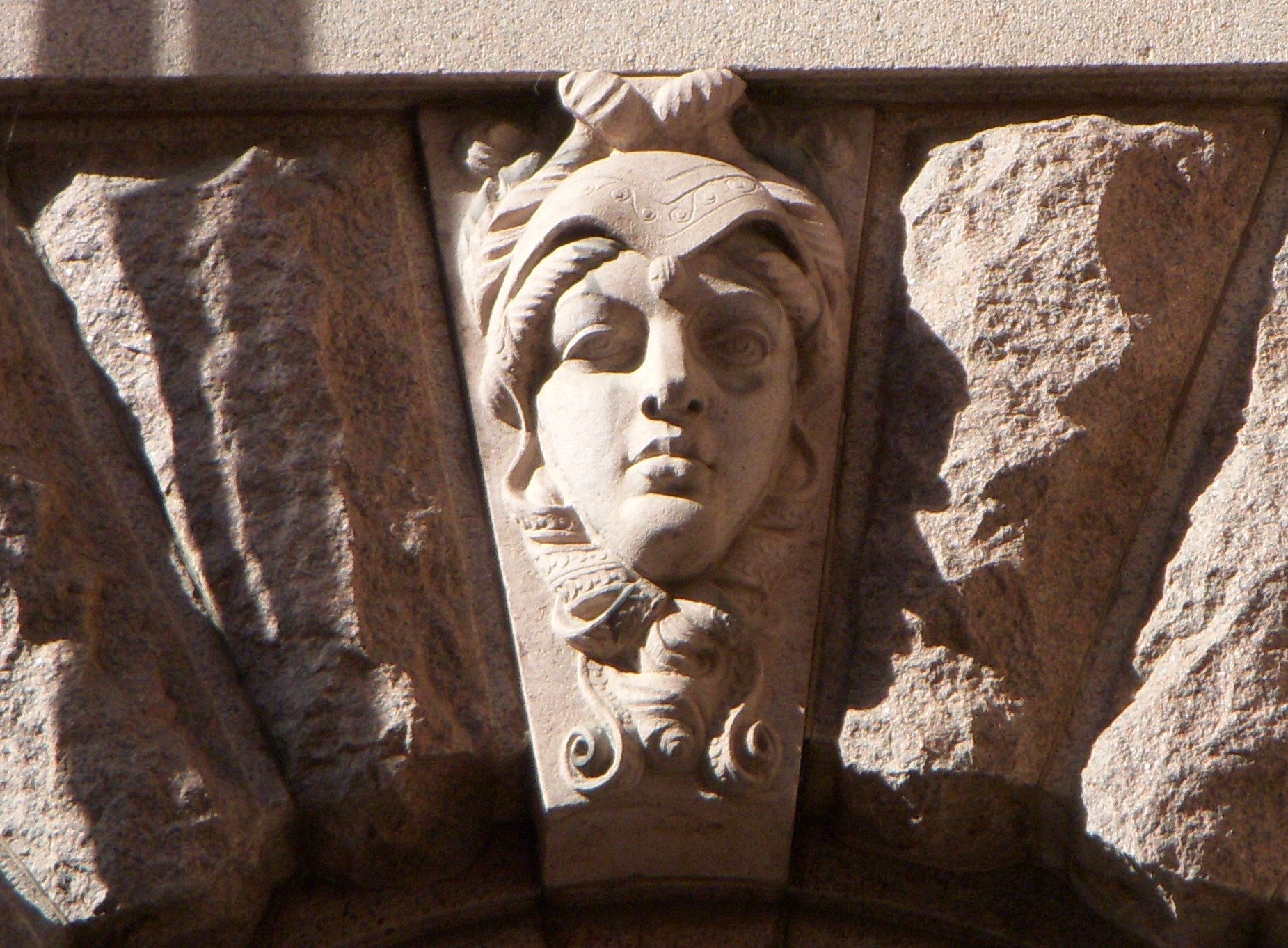
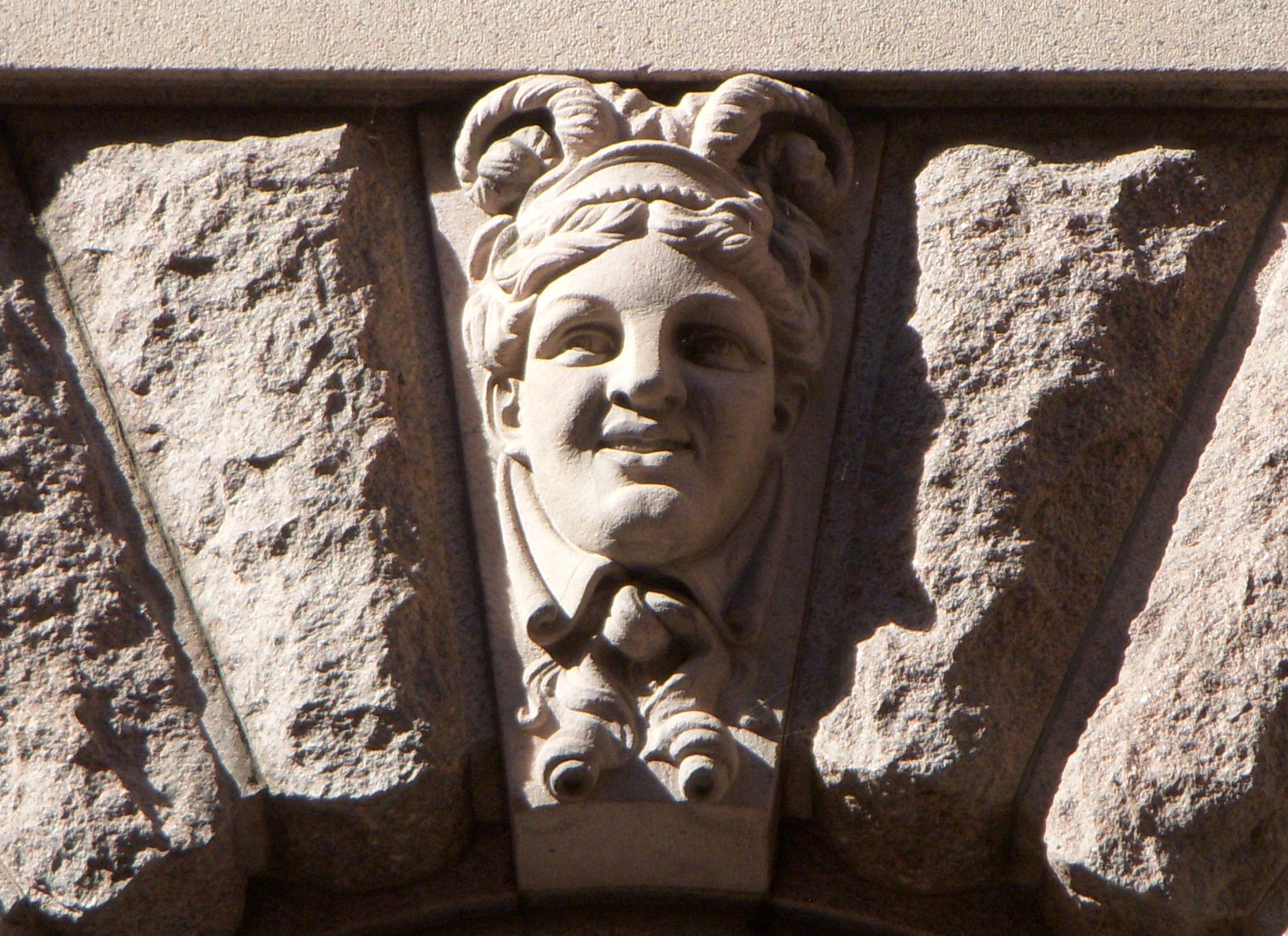
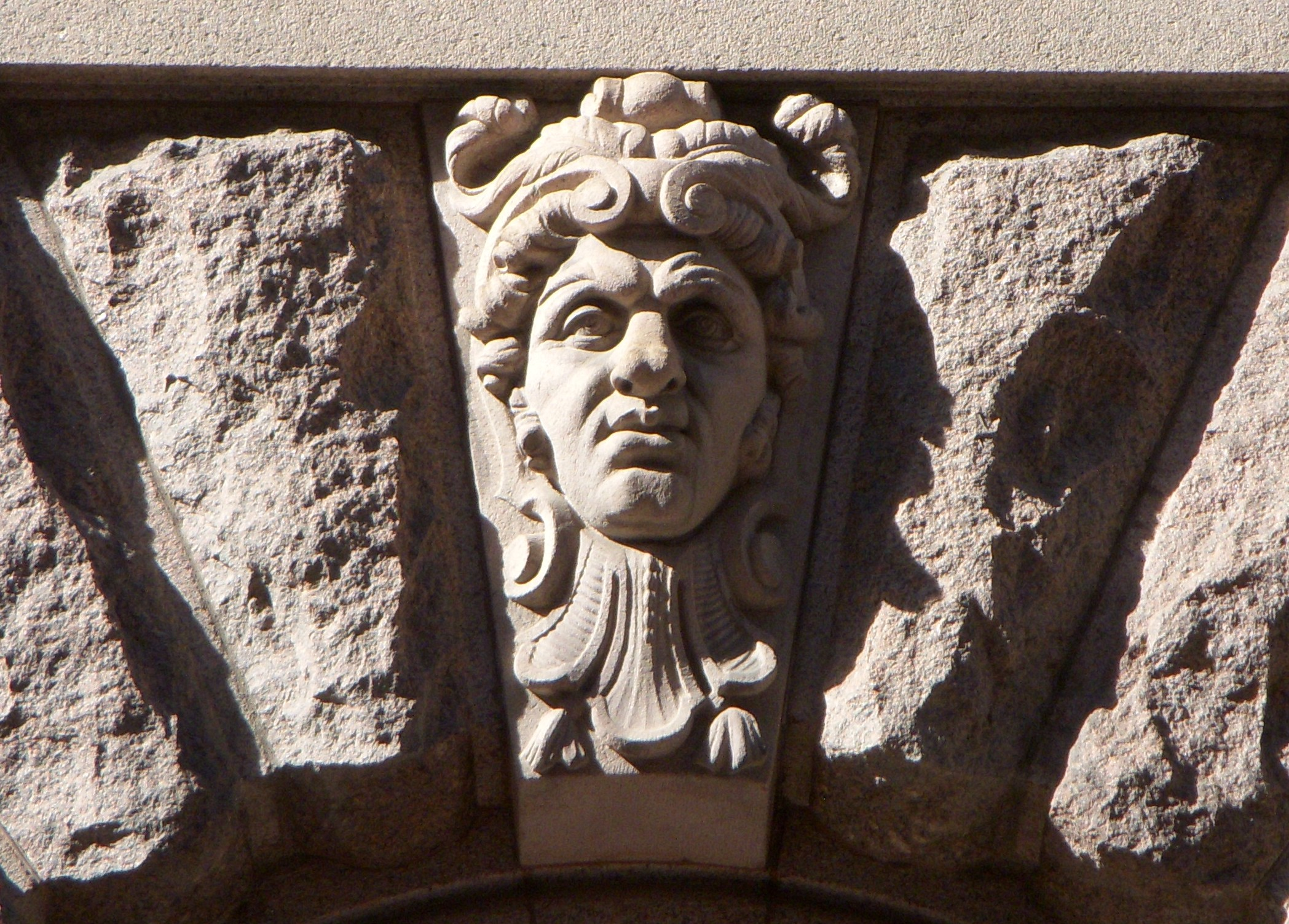
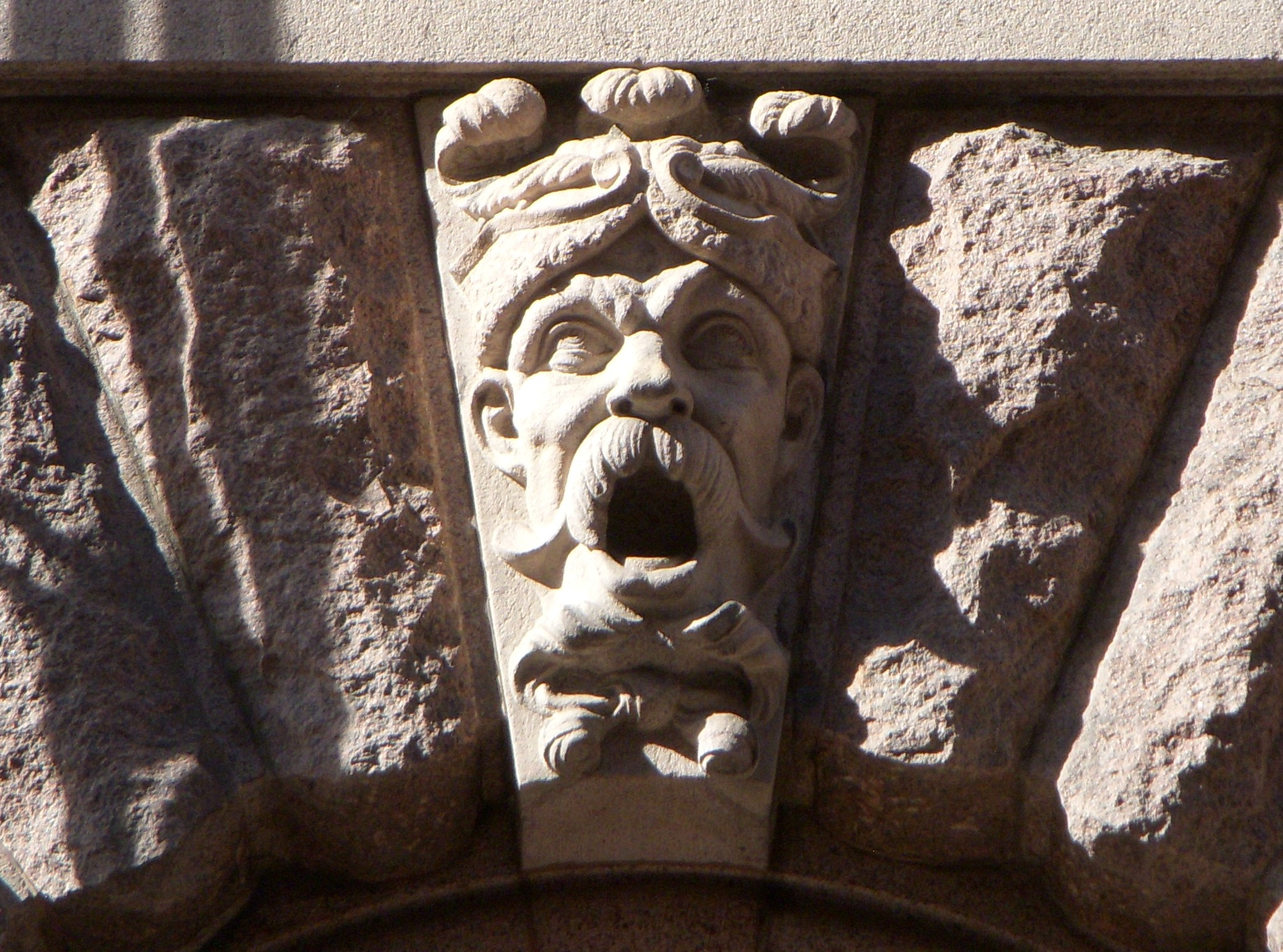

### Інтер'єр
Будівля була оформлена в стилі модерн. Всередині східної будівлі — центральні монументальні сходи. Наверху по фасаду проходить галерея з входами до двох камер, які є восьмикутними та прикрашені сучасним стельовими ліхтарями.
У залі Другої палати Аксель Торнеман виконав три фрески (завершені в 1914 році): Пейзаж із скриньками для догляду, мирянин Торгні на річці в Уппсалі та Енгельбрект на чолі селянської армії (швед. Landskap med vårdkasar, Torgny lagman på tinget i Uppsala och Engelbrekt i spetsen för bondehären). Зал зараз використовується для інших цілей, включаючи щорічне вручення премії «За правильний спосіб життя».

На початку 1900-х років на тому ж поверсі знаходилась бібліотека парламенту. На першому поверсі спочатку було обладнано приміщення для комітетів, а на першому поверсі — приміщення для, серед іншого, Національного бюро боргів, Омбудсмена та приміщення клубу. 

Інтер'єр
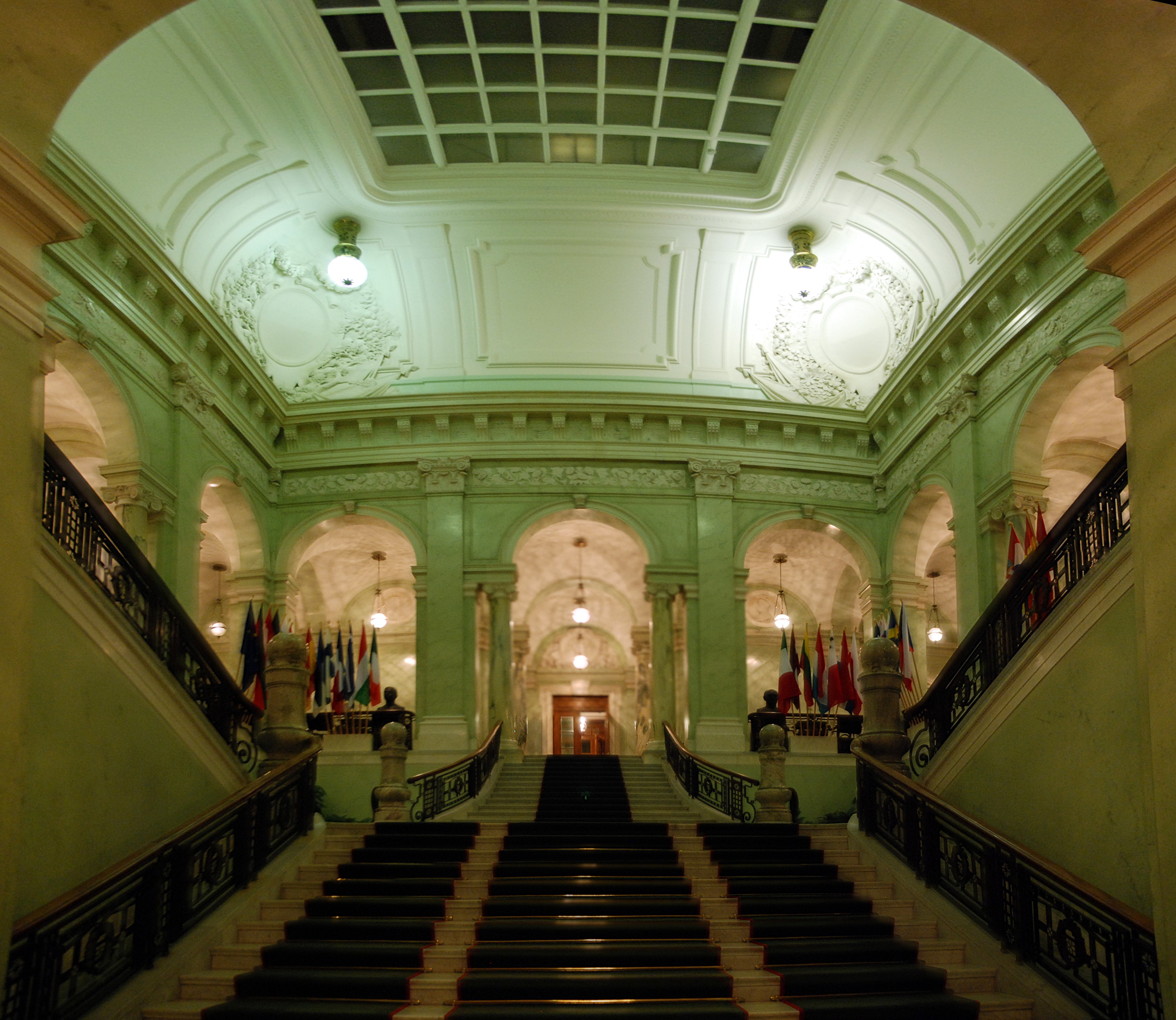
Сходовий хол
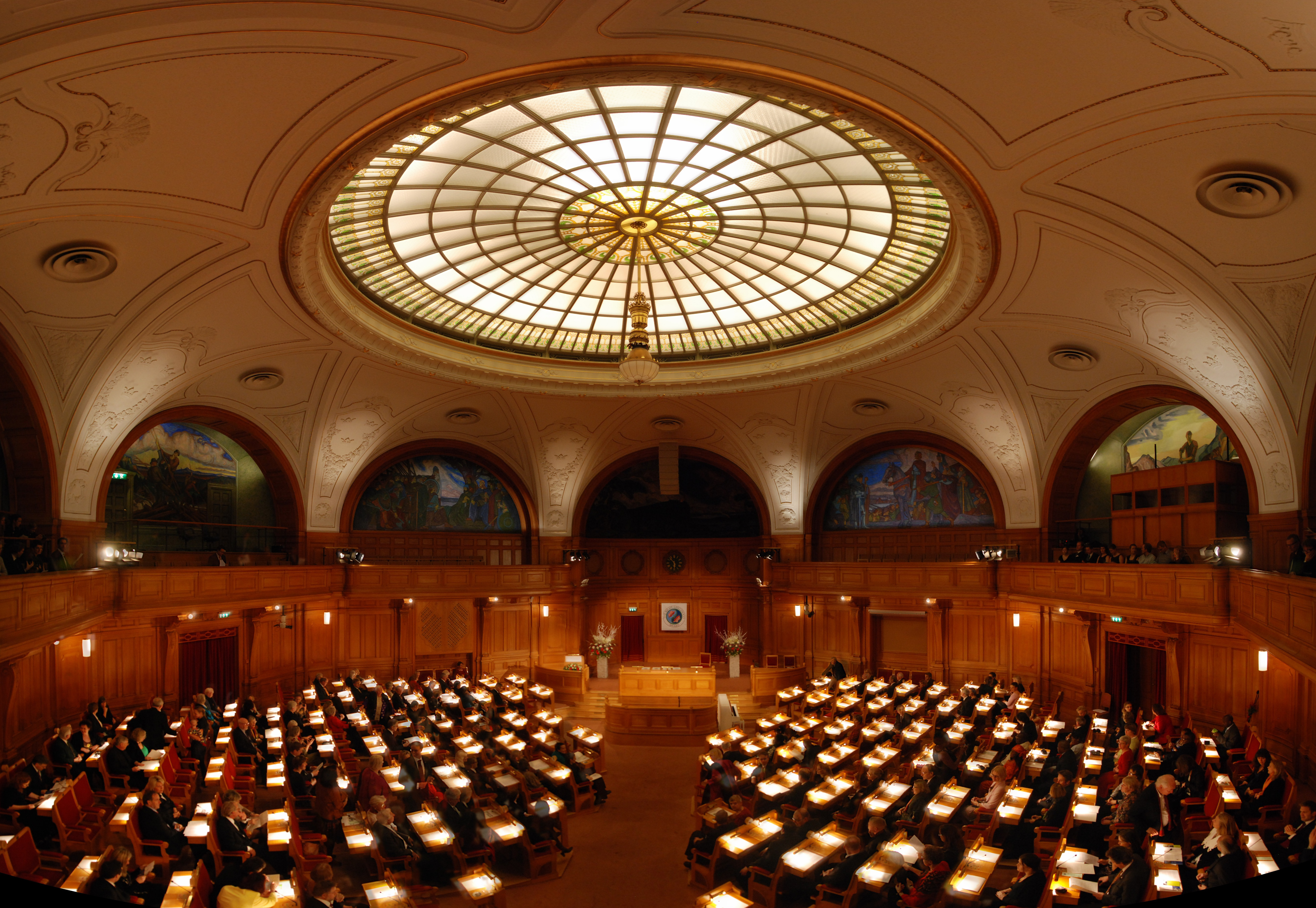
Зал другої Палати (Andra kammaren)
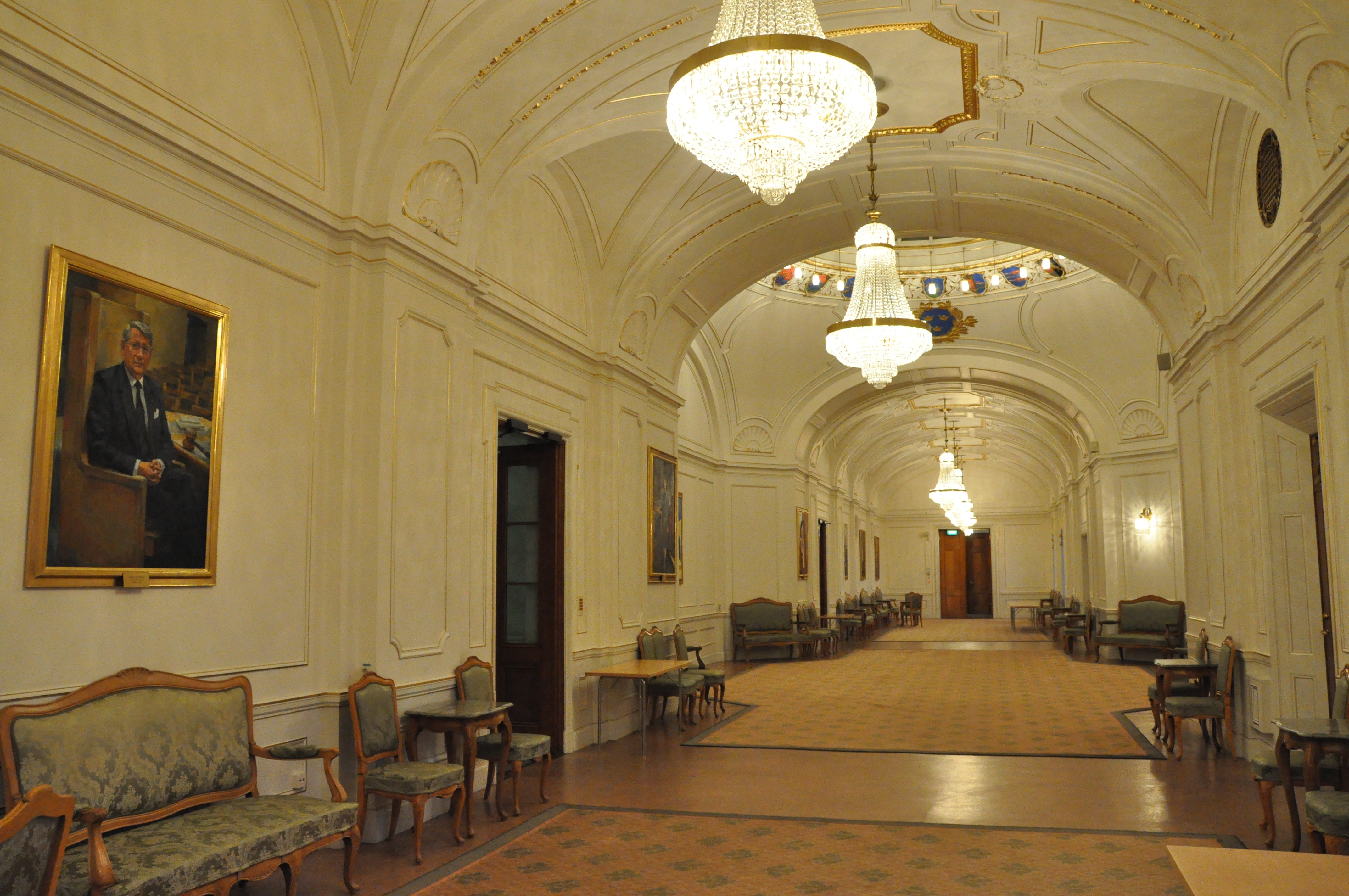
Sammanbindningsbanan
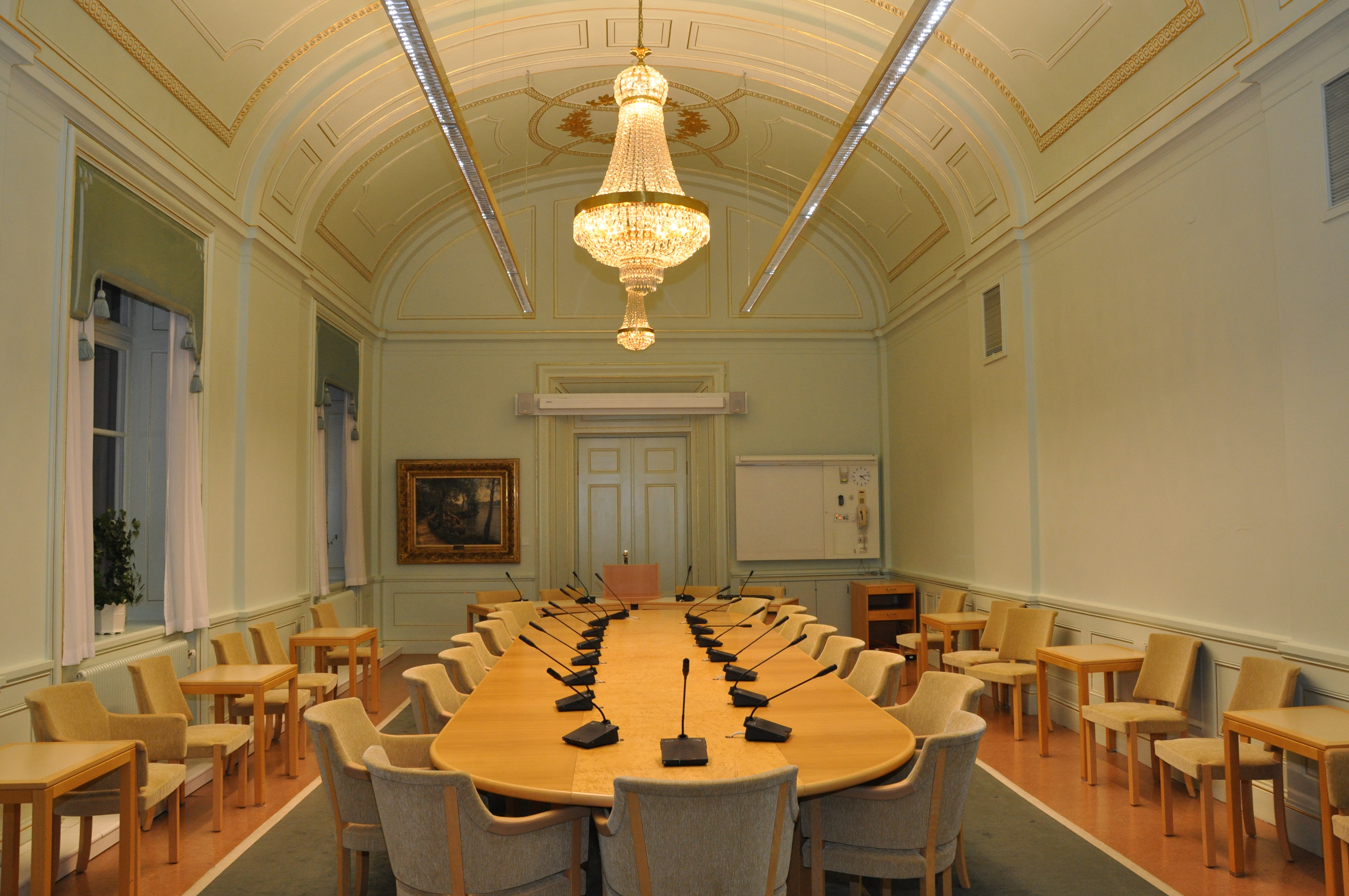
Зал для зустрічей та переговорів

## Планування розширення
З 2007 року були складені давні плани щодо будівництва нового приміщення для відвідувачів та конференцій. У цьому випадку мають бути три зали для засідань, де передбачається, що відкриті слухання комітетів, конференції тощо будуть проходити у приміщеннях, що відповідають цим вимогам. Однак проект досі не отримав остаточного дозволу від відповідних органів.

### Друковані джерела
- Eriksson, Eva (1990). Eriksson, Eva . Eriksson, Eva : Слово фронт . Eriksson, Eva 7634261 . ISBN 91-7324-322-1
- Lundkvist, Klas (2006). Lundkvist, Klas . Lundkvist, Klasмісто Стокгольм: Міський музей Стокгольма . Libris 10221944 . https://stockholmskallan.stockholm.se/post/6849
- Theorell, Anita (1973). Theorell, Anitaдомашніх картин парламенту Акселя Тернеманса . Theorell, Anita . Libris 570 833
- Dymling (redaktör), Claes (1983). Dymling (redaktör), Claes . Dymling (redaktör), Claes ISBN 91-85194-48-4
- Riksdagshuset i Stockholm